# Bjarte Engen Vik

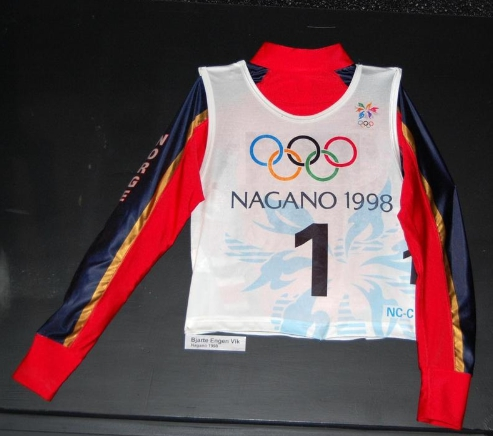
Viks startnummer bij de Spelen van 1998

Bjarte Engen Vik (Tromsø, 3 maart 1971) is een voormalige Noorse noordse combinatieskiër. Hij vertegenwoordigde zijn vaderland op de Olympische Winterspelen 1994 in Lillehammer en op de Olympische Winterspelen 1998 in Nagano.

## Carrière
Bij zijn wereldbekerdebuut, in januari 1991 in Bad Goisern, scoorde Vik direct zijn eerste wereldbekerpunten. Een jaar later behaalde hij in Murau zijn eerste toptienklassering in een wereldbekerwedstrijd. In december 1992 stond de Noor in Vuokatti voor de eerste maal in zijn carrière op het podium van een wereldbekerwedstrijd. Op de wereldkampioenschappen noordse combinatie 1993 in Falun eindigde Vik als vierde op de 15 kilometer gundersen. Tijdens de Olympische Winterspelen van 1994 in Lillehammer veroverde hij de bronzen medaille op de 15 kilometer gundersen, in de landenwedstrijd legde hij samen met Knut Tore Apeland en Fred Børre Lundberg beslag op de zilveren medaille.
In Thunder Bay nam de Noor deel aan de wereldkampioenschappen noordse combinatie 1995. Op dit toernooi sleepte hij samen met Halldor Skard, Knut Tore Apeland en Fred Børre Lundberg de zilveren medaille in de wacht in de landenwedstrijd. Op 2 maart 1996 boekte Vik in Lahti zijn eerste wereldbekerzege. Op de wereldkampioenschappen noordse combinatie 1997 in Trondheim behaalde hij de zilveren medaille op de 15 kilometer gundersen, in de landenwedstrijd werd hij samen met Halldor Skard, Knut Tore Apeland en Fred Børre Lundberg wereldkampioen. Tijdens de Olympische Winterspelen van 1998 in Nagano veroverde de Noor de gouden medaille op de 15 kilometer gundersen. In de landenwedstrijd legde hij samen met Halldor Skard, Kenneth Braaten en Fred Børre Lundberg beslag op de gouden medaille. Aan het eind van het seizoen 1997/1998 greep Vik de eindzege in de wereldbeker.
In Ramsau nam hij deel aan de wereldkampioenschappen noordse combinatie 1999. Op dit toernooi sleepte hij de wereldtitel in de wacht op zowel de 7,5 kilometer sprint als de 15 kilometer gundersen. In de landenwedstrijd behaalde hij samen met Fred Børre Lundberg, Trond Einar Elden en Kenneth Braaten de zilveren medaille. Aan het eind van het seizoen 1998/1999 prolongeerde de Noor de eindzege in de wereldbeker. Op de wereldkampioenschappen noordse combinatie 2001 in Lahti prolongeerde Vik zijn wereldtitel op de 15 kilometer gundersen, op de 7,5 kilometer sprint eindigde hij op de negende plaats. In de landenwedstrijd werd hij samen met Kenneth Braaten, Sverre Rotevatn en Kristian Hammer wereldkampioen. In april 2001 beëindigde Vik verrassend zijn loopbaan, als reden voor zijn stoppen gaf hij aan te kampen met motivatieproblemen.

## Resultaten

### Olympische Winterspelen
| Jaar | Plaats      | Resultaten                    |
| ---- | ----------- | ----------------------------- |
| 1994 | Lillehammer | 15 km Gundersen · 4x5 km team |
| 1998 | Nagano      | 15 km Gundersen · 4x5 km team |

### Wereldkampioenschappen
| Jaar | Plaats      | Resultaten                                       |
| ---- | ----------- | ------------------------------------------------ |
| 1993 | Falun       | 4e 15 km Gundersen                               |
| 1995 | Thunder Bay | 4x5 km team                                      |
| 1997 | Trondheim   | 15 km Gundersen · 4x5 km team                    |
| 1999 | Ramsau      | 7,5 km sprint · 15 km Gundersen · 4x5 km team    |
| 2001 | Lahti       | 9e 7,5 km sprint · 15 km Gundersen · 4x5 km team |

### Wereldbeker
Eindklasseringen
| Seizoen   | Algemeen | Sprint |
| --------- | -------- | ------ |
| 1990/1991 | 30e      | –      |
| 1991/1992 | 17e      | –      |
| 1992/1993 | 11e      | –      |
| 1993/1994 | 4e       | –      |
| 1994/1995 | Zilver   | –      |
| 1995/1996 | 4e       | –      |
| 1996/1997 | Brons    | –      |
| 1997/1998 | Goud     | –      |
| 1998/1999 | Goud     | –      |
| 1999/2000 | Zilver   | –      |
| 2000/2001 | Brons    | 9e     |

Wereldbekerzeges
| Datum            | Plaats            | Onderdeel       |
| ---------------- | ----------------- | --------------- |
| 2 maart 1996     | Lahti             | 15 km Gundersen |
| 16 maart 1996    | Oslo              | 15 km Gundersen |
| 14 maart 1997    | Oslo              | 7,5 km Sprint   |
| 15 maart 1997    | Oslo              | 15 km Gundersen |
| 22 maart 1997    | Štrbské Pleso     | 15 km Gundersen |
| 29 november 1997 | Rovaniemi         | 15 km Gundersen |
| 9 januari 1998   | Ramsau            | 15 km Gundersen |
| 28 februari 1998 | Sapporo           | 15 km Gundersen |
| 7 maart 1998     | Lahti             | 15 km Gundersen |
| 14 maart 1998    | Oslo              | 15 km Gundersen |
| 28 november 1998 | Lillehammer       | 15 km Gundersen |
| 12 december 1998 | Steamboat Springs | 15 km Gundersen |
| 3 januari 1999   | Schonach          | 15 km Gundersen |
| 9 januari 1999   | Štrbské Pleso     | 15 km Gundersen |
| 16 januari 1999  | Liberec           | 15 km Gundersen |
| 24 januari 1999  | Sankt Moritz      | 7,5 km sprint   |
| 26 januari 1999  | Val di Fiemme     | 15 km Gundersen |
| 12 maart 1999    | Oslo              | 15 km Gundersen |
| 21 maart 1999    | Zakopane          | 15 km Gundersen |
| 5 januari 2000   | Reit im Winkl     | Massastart      |
| 8 januari 2000   | Schonach          | 15 km Gundersen |
| 5 februari 2000  | Hakuba            | 15 km Gundersen |
| 10 maart 2000    | Oslo              | 15 km Gundersen |
| 11 maart 2000    | Oslo              | 7,5 km Sprint   |
| 30 december 2000 | Lillehammer       | 15 km Gundersen |
| 3 januari 2001   | Reit im Winkl     | Massastart      |